# Lasse Sandström
Lasse Juhani Alexander Sandström, född 10 december 1952 i Helsingfors, är en svensk journalist, författare, fotograf och debattör. Tillsammans med Behrang Kianzad har han skrivit Sanningens många nyanser (2008), och tillsammans med Mats Nilsson är han författare till boken Sjukvårdens affärer (1983), som bygger på ett större reportage som de publicerade i Arbetaren hösten 1982. Dessutom har Lasse Sandström skrivit Rosengård i medieskugga (2005), och i samband med detta kritiserade han på DN Debatt starkt svenska medier.
Sandström brukar också kommentera olika integrationsfrågor i Sydsvenskan emellanåt. Mellan 2000 och 2001 var han redaktör för tidningen Rosengård, som utgavs av Sydsvenskan. Tidigare har han också varit bland annat allmänreporter, fotograf och researcher på Sydsvenskan mellan 1985 och april 2004. Han inledde sin yrkeskarriär som fotograf men arbetade sedan 1978 som reporter. Lasse Sandström är väl insatt i Mellanösterns historia och politiska skeenden.